# Anost
Anost település Franciaországban, Saône-et-Loire megyében. Lakosainak száma 704 fő (2022. január 1.). Anost Arleuf, Gien-sur-Cure, Lavault-de-Frétoy, Planchez, Cussy-en-Morvan, La Petite-Verrière és Roussillon-en-Morvan községekkel határos.

## Népesség
A település népességének változása:
| Lakosok száma | 712  | 728  | 746  | 730  | 724  | 719  | 714  | 710  | 704  |
|               | 2013 | 2015 | 2016 | 2017 | 2018 | 2019 | 2020 | 2021 | 2022 |